# Simon Werner a disparu...
Simon Werner a disparu… és la primera pel·lícula del director Fabrice Gobert estrenada el 22 de setembre de 2010. Va ser seleccionat a la secció Un certain regard al 63è Festival Internacional de Cinema de Canes. També va ser nominada al César a la millor primera pel·lícula el 2011.

## Argument
L’octubre de 1992, en una darrera classe de C a l'institut Léon-Blum d'Yvelines, Simon Werner estava desaparegut. Aquesta absència marca l'inici d'una sèrie de misterioses desaparicions que preocupen els alumnes de la seva classe. Comencen a imaginar col·lectivament possibles escenaris que a poc a poc prenen un gir angoixant arran del descobriment de nous elements inquietants, subjectes a interpretació, sobre la vida de l'institut i alguns dels seus alumnes.

## Repartiment
- Ana Girardot : Alice
- Jules Pelissier : Jérémie
- Esteban Carvajal Alegria : Luc
- Arthur Mazet : Jean-Baptiste Rabier
- Laurent Delbecque : Simon Werner
- Selma El Mouissi : Laetitia
- Audrey Bastien : Clara
- Yan Tassin : Frédéric
- Barthélemy Guillemard : Grammont
- Louis Farge : Pierre-Marie
- Laurent Capelluto : Yves, l'entrenador
- Serge Riaboukine : Rabier
- Alice Butaud : la prof de ciències

## Rodatge
Tot i que la història de la pel·lícula té lloc a Yvelines, els llocs de rodatge, que van tenir lloc de setembre a novembre de 2009, van ser tots escollits a Essonne: l'institut François-Truffaut a Bondoufle i el forêt de Sénart a Tigery.

## Recepció crítica

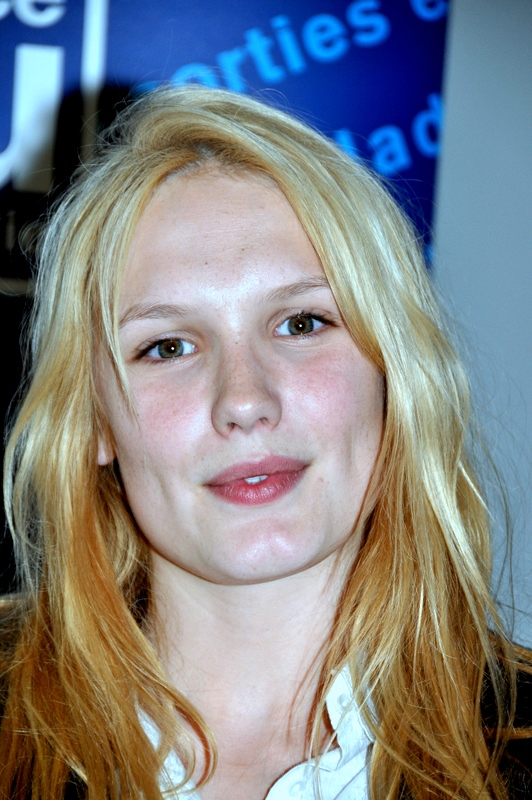
L'actriu Ana Girardot, l'actuació de la qual va ser aclamada per la crítica.

El diari Libération qualifica la primera pel·lícula de Gobert d'"emocionant", assenyalant "els plaers del cinema pur" i subratllant que "la imatge i els fotogrames d'Agnès Godard [... ] tornen a ser imparables". Per Le Monde, la pel·lícula "revela un domini i un equilibri inusuals" fent un paral·lelisme amb Elephant de Gus Van Sant. L'Express també defensa la pel·lícula que considera "increïble" i lloa la seva originalitat que li atorga "la seva atmosfera enigmàtica, la seva forma conceptual i el seu càsting AB Productions". El diari també està entusiasmat amb l'actuació d'Ana Girardot i també lloa la banda sonora de Sonic Youth que, amb "el seu rock antracita i eteri, encaixa perfectament amb aquest estrany univers on la vida quotidiana es torna amenaçadora". El lloc web fluctuat.net saluda "un univers alhora sofisticat i sincer", un ambient "àcid, gairebé lleuger, potenciat pel vigor dels diàlegs i l'actuació d'un càsting sòlid».
Positif explica que el director "aconsegueix destil·lar una angoixa avorrida (...) per treure l'estranyesa", i lloa la interpretació dels actors, d'una "naturalitat entusiasta". ". Però la crítica de cinema lamenta que “l'epíleg també és decebedor i ens deixa un tast de coses pendents”.
Aurélien Ferenczi de Télérama, en canvi, evoca a l'època del Festival de Canes una pel·lícula "inacabada", més aviat artificial i ofegada per les seves referències (els eteris plans de seguiment de Elephant de Gus Van Sant o el "realisme pla dels diàlegs", semblant als que es troben a les sitcoms de AB Productions). Per al setmanari cultural, la pel·lícula "es pot veure sense massa problemes" tot i que sembla "fabricada" i "sense una mica de rodatge en llibertat donant-li vida". En el moment de la seva estrena a les sales, però, Louis Guichard de Télérama va oferir una crítica molt més positiva.
Molt més sever, Les Cahiers du cinéma evoca una pel·lícula que és "acadèmica i buida en la seva còpia de pel·lícules americanes per a adolescents". El lloc Chronic'art evoca una pel·lícula que no és exempta d'encant però que "en (molts) llocs (...) limita perillosament amb el bunyol". Incapaç de coincidir amb les referències que ha escollit, la pel·lícula, tanmateix, traspua una estranyesa que trenca amb el naturalisme a la francesa. La redacció de filmdeculte.com parla d'una "bellíssima closca buida", escrita per "un fals intel·ligent". El lloc també assenyala la relació amb Elephant, però lamenta que la pel·lícula es conformi amb Gus Van Sant sense aportar la seva pròpia singularitat. La culpa rau en “la ineptitud més aviat espantosa del guió”, recolzada per personatges “ridículs i caricaturitzats” i diàlegs buits, singularment mancats de “naturalitat”. El desenllaç es considera decebedor perquè només porta vent, com en una mala broma on hauríem jugat a fer "buu!" entre amics".

## Distincions
- 36a cerimònia dels Premis César : nominació al César a la millor primera pel·lícula
- XLIII Festival Internacional de Cinema Fantàstic de Catalunya : Guanyadora del Premi Noves Visions[14]